# Dichondra sericea
Dichondra sericea là một loài thực vật có hoa trong họ Bìm bìm. Loài này được Sw. mô tả khoa học đầu tiên năm 1788.